# Logopédia
Logopédia görög szó, jelentése beszédnevelés. Iszokratész az i. e. V-IV. században használja elsőként az eredeti görög kifejezést ebben az értelemben. Jelentőségét felismerve iskolai tantárgynak ajánlja.

## A logopédia tudományról
A logopédia az írott és beszélt nyelv fejlődési és szerzett, megértési és produkciós zavaraival (megelőzésével, felismerésével/diagnosztikájával, kiküszöbölésével/terápiájával) foglalkozó tudományközi/interdiszciplináris szakterület.
A tudományág elnevezése Emil Fröschelstől ered, aki a beszédhibák tanaként, orvosi tudományként tartja számon. A logopédia meghatározását, tudomány-rendszertani besorolását a logopédiáról, a logopédiai folyamatról, a logopédia tudományközi kapcsolatáról vallott felfogás, a logopédiai tevékenységet végzők szakmai hovatartozása, a kialakult hagyomány egyaránt befolyásolja. Megítélése ezért országonként és egy-egy országon belül is változhat. A logopédia tudományági értelmezésében nagyrészt a gyógypedagógia (Csehország), az orvostudomány (Franciaország), ill. a pszichológia és a nyelvtudomány (Lengyelország) kap szerepet. Németországban mindegyiknek van hatása a logopédia jellegének meghatározásában (Albert Gutzmann és leszármazottai).
Hazánkban is többféle nézet él. Hirschberg Jenő a gyógypedagógia egyik speciális ágának, Palotás Gábor pedig a beszédpatológia pedagógiai, pontosabban gyógypedagógiai területével foglalkozó tudománynak tekinti. Értelmezésében a beszédpatológia a beszédzavarok kutatásával, megelőzésével, diagnosztikájával foglalkozó komplex tudomány, amelynek orvosi oldala a hangképzés és a beszéd rendellenességeivel foglalkozó szakterület, a foniátria. Vértes O. András megállapítása szerint vannak a foniátriát a logopédia részének tekintő nézetek is. Gordosné Szabó Anna felfogásában a logopédia a szűkebb értelemben vett gyógypedagógia kommunikációs zavarokkal foglalkozó ága. Ezek elsődleges és másodlagos típusokra oszthatók. Az elsődleges kommunikációs zavarok, kóros hatás következtében, közvetlenül a beszéd különböző rendellenességeiben (az artikulációban, a beszédritmusban, a beszédmotóriumban és a beszédszenzóriumban) nyilvánulnak meg. A másodlagosak a különböző fogyatékosságokkal együtt járó vagy ezek következményeként fellépő sajátos beszéd-rendellenességekben jelentkeznek. A logopédia tudományközi rendszerében Gordosné Szabó Anna (1979-ben) a szűkebb értelemben vett gyógypedagógia területén kívül az orvostudomány (orr-fül-gégészet, audiológia, foniátria, neurológia, pszichiátria), valamint a pedagógia (általános pedagógia, beszédpedagógia), a nyelvészet (fonetika, fonológia), pszichológia, szociológia, kommunikációkutatás, pszicholingvisztika kapcsolatát tartja jelentősnek. A korszerű logopédiai tevékenység ezt a fogszabályozás és szájsebészet területével tovább bővítette. A tudomány állandó fejlődését jelzi, hogy a kialakulóban lévő, ill. már kialakult diszciplínák, például neurolingvisztika, neuropszichológia, kognitív pszichológia, észleléslélektan, szociolingvisztika, gyermeknyelvkutatás, beszédakusztika, beszédészlelés is hatottak a logopédiára, sőt annak megújulására, differenciálódására is.

## A logopédiai nevelés
A logopédiai nevelés, gondozás célja, hogy biztosítsa a beszédhibás egyén személyiségének töretlen fejlődését, az egyén célkitűzéseinek megvalósulását, az optimális szocializációt, a sikeres habilitációt, ill. rehabilitációt. A leghatékonyabb forma a megelőzés, amely a szülők, nevelők, sőt az egész társadalom felvilágosítását, a veszélyeztetettek korai kiszűrését és előzetes fejlesztéssel az esetleges halmozódó beszédhibák megjelenésének kivédését jelenti. Korszerű vizsgálata a terápia (gyógyító kezelés) egész folyamatát érinti, és a határtudományok egyre szélesebb képviseletét kívánja meg. A logopédiai terápia szemléletváltozásához vezetett a hagyományos logopédiai kórformák lényeges történeti (szerkezeti stb.) változása, és újakkal való bővülése. E feladatok megoldását a szakemberek széles körű, összehangolt tevékenysége segíti. Az állandóan megújuló logopédiai folyamat egyre több program, módszer, eszköz kimunkálása vagy átvétele, célirányos fejlesztése, ill. a személyiséget figyelembe vevő intenzív foglalkozás, a szülők bevonása jellemzi. A hatékonyságot, a társadalomba való zavartalan beilleszkedést, főként súlyos beszéd- és nyelvi zavarok (például beszédfejlődési elmaradás, rinolália, diszlexia, hadarás, dadogás, halmozott beszédsérülés) esetében az utógondozás is szolgálja. A logopédiai tevékenység színtereinek (logopédiai intézmények) megválasztása a kóroktani tényezők, a beszédhibás életkora, a logopédiai kórforma súlyossága, kiterjedtsége, az esetleges halmozott beszédsérülés, a terápia kezdetének időpontja, a környezet szemléletének és az integráció lehetőségeinek érvényesítése alakítja.
A hazai logopédia a 19-20. század fordulóján jött létre a gyógypedagógia egyik ágaként. A népiskolai törvény életbelépése után megnőtt az anyanyelvi nevelés jelentősége. Ez az elsődlegesen beszédsérültek sürgető ellátásának gondolatát vetette fel, ami rövidesen meg is valósult (a logopédiai tevékenység megindulása, a szervezeti keretek megteremtése). Az egyidejű szakemberképzés a korabeli külföldi és hazai fonetikai és beszédpedagógiai kutatásokra és a hazai gyógypedagógia eredményeire építhetett.
Ki kell emelni Roboz József, Merész Fülöp, Sarbó Artúr, Sulyomi-Schulmann Adolf, Bárczi Gusztáv, Miloslav Seeman, Kanizsai Dezső, Montágh Imre, Mérei Ferencné, Vassné Kovács Emőke, Subosits István, Vinczéné Bíró Etelka, Palotás Gábor munkásságát.